# عبدسميا
هو أحد ملوك مملكة الحضر الواقعة شمال العراق وكان يلقب بملك العرب كابيه، تولى الحكم خلفاً لأبيه الملك سنطروق الأول وكانت سنوات حكمه تتراوح بين عامي (180-205) للميلاد. عُرف الملك عبدسميا بفضل ثمانية نقوش عثر عليها في مدينة الحضر والتي يوثق أحدها بنائه لأروقة ملكية مؤرخة في عام 504 من التقويم السلوقي (192/193) للميلاد، وقد ورد ذكر عبدسميا في كتابات المؤرخ الاغريقي هيرودوس. وفي عام 192 للميلاد دعم الملك عبد سميا بيسينيوس نيجر ضد الإمبراطور الروماني سيبتيموس سيفيروس حيث كان نيجر يطالب بمنصب الإمبراطور خصوصاً بعد أن استولى على المنطقة الشرقية للامبراطورية الآن نيجر قتل في سنة 241 للميلاد. وبعد وفاة الملك عبد سميا خلفه في الحكم ابنه الملك سنطروق الثاني .